# OK K.O.! 내일은 히어로

《OK K.O.! 내일은 히어로》(영어: OK K.O.! Let's Be Heroes 오케이 케이오 레츠 비 히로스[*])는 이안 존스-쿼티가 기획하고 카툰 네트워크에서 방영 중인 미국의 텔레비전 애니메이션이다. TRIGGER, 디지탈 이메이션, 러프 드래프트 코리아에서 제작에 참여했다.
이 시리즈는 2013년 카툰 네트워크의 여름 단편 기획으로 제작된 파일럿인 《레이크우드 플라자 터보》를 기반으로 한다. 웹 시리즈는 2016년 2월 4일에 카툰 네트워크의 유튜브 채널과 모바일 애플리케이션에서 공개되었으며, 2017년 8월 1일부터 2019년 9월 6일까지 TV판으로 방영되었다. 대한민국에서는 카툰 네트워크에서 2018년 1월 1일부터 매주 월·화요일 오후 7시에 방송하고 있다.

## 한국어판 목소리 출연
- 김채하: 케이오, 터보 케이오(티케이오)
- 사문영: 이니드
- 박상훈: 래디클리스(래드)
- 임채헌: 가르 씨
- 전숙경: 캐롤, 덴디
- 홍진욱: 박수만 박사
- 김소희: 섀넌, 핑크
- 황창영: 대럴
- 석승훈: 진짜마법해골, 레이먼드
- 민아: 미이라양
- 이규창: 미믹

## 한국어판 제작진
- 번역: 서승희
- 녹음 / 믹싱: 김민경, 박민규
- 마스터 편집: 김경민
- 우리말 연출: 신비
- 더빙 스튜디오: 레드 카펫 엔터테인먼트 (언급되지 않음)

## 에피소드
1. Let’s Be Heroes (Part 1)
(히어로의 탄생)
2. Let’s Be Friends! (Part 2)
(친구의 우정)
3. Your Everybody’s Sidekick
(넌 모두의 도우미)
4. We Messed Up
(실망만을 제발!)
5. Jethro’s All Yours
(내 이름은 제스로)
6.You’re Level 100
(너는 레벨 100)
7. Sibling Rivalry
(누가 누가 잘했나)
8. I Am Dendy
(나는 덴디)
9. Do You Have Any More in the Back?
(창고 뒷길 미스터리)
10. My Dad Can Beat Up Your Dad!
(우리 아빠가 너희 아빠 이겨)
11. You Get Me
(날 아는 너)
12. You Are Rad
(너는 래드)
13. Just Be A Pebble
(조약돌이 되어라)
14. Presenting Joe Cuppa
(조 커파를 소개합니다)
15. We’ve Got Pests
(파티충의 등장)
16. Legends of Mr. Gar
(전설의 가르씨)
17. Know Your Mom
(네 엄마를 알라)
18. We’re Captured
(우리 잡혔어)
19. Face Your Fears
(공포의 얼굴을 보다)
20. Everybody Likes Rad?
(모두들 래드를 좋아해?)
21. You Have to Care
(마음을 써야 해)